# Stemma dell'Armenia
Lo stemma dell'Armenia è composto da un'aquila ed un leone dorati che sostengono uno scudo. Lo stemma combina simboli antichi e moderni.
L'attuale stemma è stato adottato dal Consiglio Supremo armeno il 19 aprile 1992, e ratificato dal Parlamento il 15 luglio 2006.

## Simbologia
Lo scudo centrale è composto da cinque stemmi diversi, che riassumono la storia dell'Armenia.
Al centro è raffigurato, su campo giallo, il monte Ararat con sulla sua cima l'Arca di Noè (secondo la Bibbia, infatti, l'arca, al termine del diluvio, si posò sulla cima di questo monte). Sebbene oggi il monte si trovi completamente in territorio turco, viene considerato comunque come il simbolo nazionale dell'Armenia.
Intorno si trovano altri quattro stemmi, raffiguranti altrettante famiglie regnanti sullo Stato, e precisamente:
- gli Artassidi, rappresentati da due aquile che si fronteggiano (in basso a sinistra), che regnarono nel I secolo a.C.;
- gli Arsacidi d'Armenia, rappresentati dall'aquila bicipite (in alto a destra), prima dinastia cristiana armena, che regnò dal I secolo a.C. al 428;
- i Bagratuni, rappresentati dal leone con la croce (in alto a sinistra), che regnarono fra il VII e l'XI secolo: sotto questa dinastia l'Armenia prosperò culturalmente, e la sua capitale Ani divenne uno dei più importanti centri culturali, commerciali e sociali dell'epoca;
- i Rupenidi, rappresentati dall'altro leone con la croce (in basso a destra), che regnarono sul regno armeno di Cilicia tra il XII e il XIII secolo.

L'aquila e il leone che sorreggono lo scudo, simboli di potenza, coraggio e nobiltà, rappresentano le famiglie regnanti che appaiono anche sullo scudo centrale.
In basso sono inoltre raffigurati:
- una spada, che rappresenta il potere e la forza della nazione;
- una catena spezzata, simbolo della libertà ed indipendenza riguadagnata;
- una fascina di grano, simbolo dell'operosità del popolo armeno;
- una piuma, simbolo dell'eredità culturale del popolo armeno.